# جورج هنري شارب
جورج هنري شارب (بالإنجليزية: George H. Sharpe)‏ (و. 1828 – 1900 م) هو ضابط، وقاض، وسياسي، ودبلوماسي من الولايات المتحدة الأمريكية .
وهو عضو في الحزب الجمهوري .

## التعليم
تعلم في جامعة ييل، وجامعة روتجرز.